# 塔基亚 (帽子)

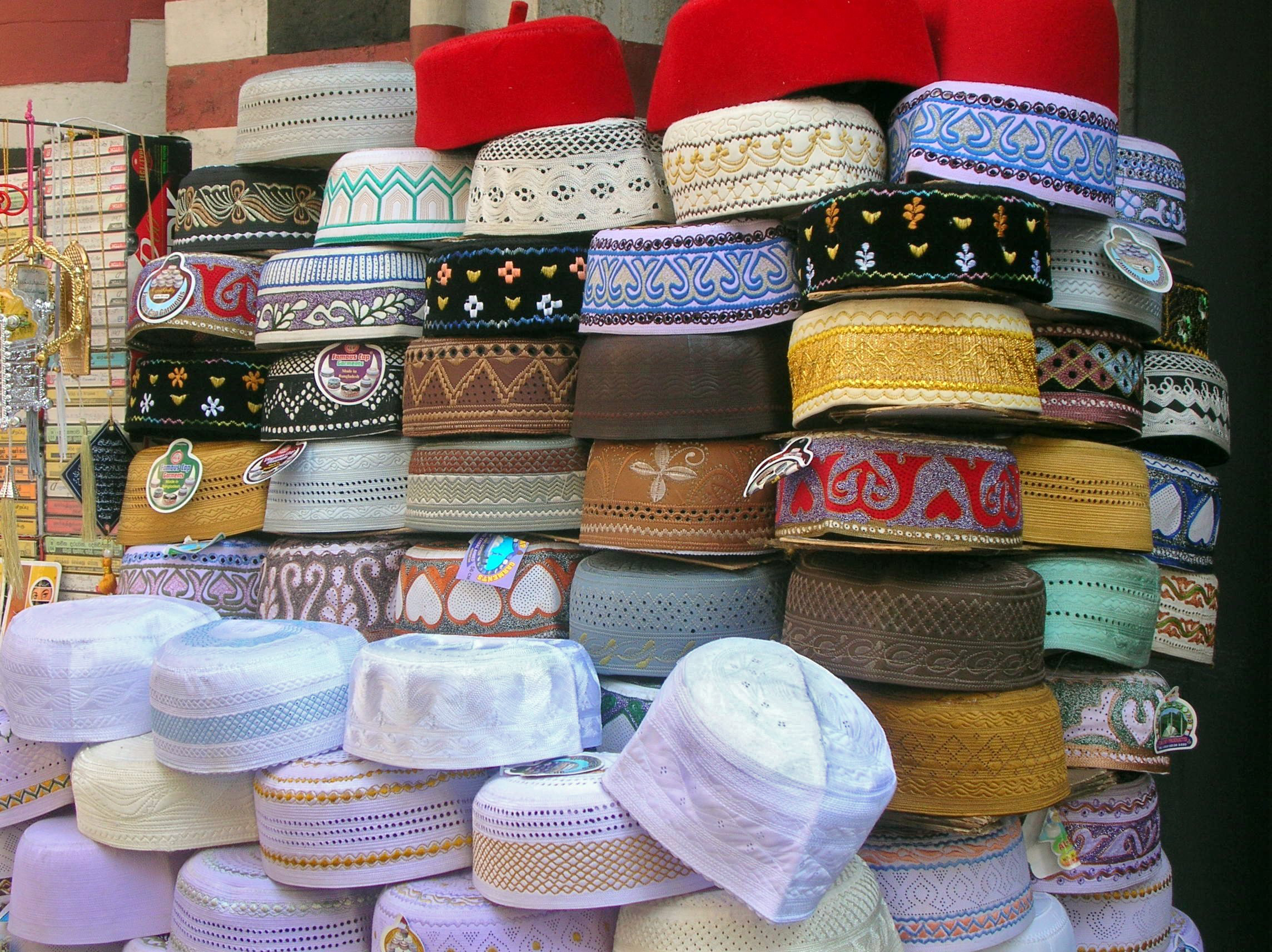
斯里兰卡科伦坡市场上销售的各类花塔基亚帽

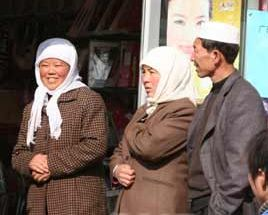
一位戴着塔基亚帽的回族人

塔基亚是指一种短而圆的帽子。通常为穆斯林出于宗教目的而戴，因为穆斯林相信默罕默德用它来遮住头是一种“可嘉的行为”（即穆斯泰哈卜）因而模仿他。
就本身而言，塔基亚可以是任何颜色。例如，在中国，回族、东乡族、撒拉族、保安族等族的穆斯林平常佩戴的是“白帽”，而维吾尔族、哈萨克族、柯尔克孜族等突厥族穆斯林平常佩戴的是“花帽”；在阿拉伯国家，穆斯林在批着阿拉伯头巾下所戴的塔基亚通常为传统的白色。一些穆斯林戴了塔基亚帽后还会戴上特本，组合起来称为amamah，这种做法在什叶派和苏菲派穆斯林中较为常见。在美国和英国，塔基亚帽被称为“库菲”。